# Marcel Journet
Marcel Journet (ur. 25 lipca 1867 w Grasse, zm. 5 września 1933 w Vittel) – francuski śpiewak operowy, bas.

## Życiorys
Ukończył studia w Konserwatorium Paryskim, na scenie zadebiutował w 1891 roku w Montpellier w Faworycie Gaetana Donizettiego. W latach 1894–1900 występował w Théâtre de la Monnaie w Brukseli. Od 1897 do 1907 roku występował na deskach Covent Garden Theatre w Londynie. W latach 1900–1908 śpiewał także w Metropolitan Opera w Nowym Jorku. Ponadto występował w Paryżu (1908–1932), Chicago (1915–1917 i 1918–1919) i mediolańskiej La Scali (1917 i 1922–1927). Kreował rolę Szymona Maga w prapremierowym przedstawieniu opery Arriga Boita Nerone (1924).